# عمليات النموذج
عمليات النموذج (ModelOps)، كما حددتها شركة جارتينر، تركز بشكل أساسي على الحوكمة وإدارة دورة الحياة لمجموعة واسعة من الذكاء الاصطناعي التشغيلي (AI) ونماذج القرار، بما في ذلك التعلم الآلي والرسوم البيانية المعرفية والقواعد والتحسين واللغوية النماذج القائمة على الوكيل. تقع عمليات النموذج في قلب أي إستراتيجية ذكاء اصطناعي مؤسسي. ينظم دورات حياة النموذج لجميع النماذج في الإنتاج عبر المؤسسة بأكملها، بدءًا من وضع نموذج في الإنتاج، ثم تقييم التطبيق الناتج وتحديثه وفقًا لمجموعة من قواعد الحوكمة، بما في ذلك مؤشرات الأداء الرئيسية الفنية والتجارية. يمنح خبراء مجال الأعمال القدرة على تقييم نماذج الذكاء الاصطناعي في الإنتاج، بشكل مستقل عن علماء البيانات.